# 그리디 피플
"그리디 피플"(영어: Greedy People)은 2024년 개봉한 미국의 코미디 미스터리 영화로, 포치 폰치롤리가 감독을 맡았다.